# Bistum Ujjain
Das Bistum Ujjain (lateinisch Dioecesis Uiiainensis) ist eine Diözese der mit der römisch-katholischen Kirche unierten syro-malabarischen Kirche in Indien. Es ist eine Suffragandiözese des Erzbistums Bhopal.

## Geschichte
Am 29. Juli 1968 wurde die Apostolische Exarchie Ujjain aus Gebietsteilen des Bistums Indore errichtet und John Perumattam wurde ihr Exarch. Als die Exarchie 1977 zum Bistum erhoben wurde, wurde Perumattam Bischof. 1998 wurde er von seinem Ordensbruder Sebastian Vadakel als Bischof abgelöst.

## Bischöfe von Ujjain
- John Perumattam MSTA (1968–1998) (bis 1977 Exarch)
- Sebastian Vadakel MSTA (seit 1998)